# 阿邦姆邦
阿邦姆邦是非洲中西部國家喀麥隆的河港城鎮，由東部省負責管轄，位於該國中部，瀕尼永河，距離首都雅溫得311公里，主要農產品有木材、可可、咖啡、芭蕉、花生、煙草和棕櫚油，2001年人口約18,700。
3°59′N 13°10′E / 3.983°N 13.167°E